# Волузіан
Гай Ві́бій Волузіа́н (лат. Gaius Vibius Volusianus; бл. 230 — серпень 253) — римський імператор, що правив під час Кризи III століття в 251—253 роках разом зі своїм батьком, Требоніаном Галлом.

## Життєпис
Волузіан був сином імператора Гая Вібія Требоніана Галла та його дружини, Афінії Геміни Бебіани. Відомо, що він також мав сестру, Вібію Галлу.
Після смерті імператора Деція в червні 251 року у битві проти готів, на трон зійшов батько Волузіана, Требоніан Галл, попри чисельні підозри у зраді під час битви. Требоніан Галл всиновив Гостіліана, сина Деція, та зробив його своїм співправителем, а Волузіанові надав титул цезаря. Проте того ж року Гостіліан помер під час епідемії чуми Кипріяна, а новим співправителем імператора став Волузіан, отримавши титул августа.

## Загибель
У 253 році своїми солдатами було проголошено новим імператором очільника Нижньої Мезії Марка Емілія Еміліяна, який незадовго до цього переміг готів, що порушили укладений Требоніаном Галлом принизливий для Риму мирний договір. Після своєї перемоги Еміліян з військом одразу вирушив на Рим. Требоніан Галл та Волузіан виступили проти заколотників, але перед вирішальною битвою були вбиті удвох власними солдатами.

## Родовід
- Требоніан Галл, римський імператор у 251—253 рр.
  -  Волузіан, римський імператор у 251—253 рр.